# THW Kiel
Turnverein Hassee-Winterbek e. V. von 1904 (THW Kiel e. V.) is Duitse omnisportvereniging uit Kiel waarvan de handbalafdeling het bekendst is. 
THW Kiel speelt  in de Handball-Bundesliga en is Duits recordkampioen met 22 titels.
De jaren 2010 en 2012 waren de succesvolste in de geschiedenis van de club: THW Kiel won de nationale competitie, de nationale beker en de EHF Champions League.

## Erelijst
| Competitie         | Aantal | Jaren |
| ------------------ | ------ | --- |
| Internationaal     |        | |
| Champions League   | 4x     | 2006/07, 2009/10, 2011/12, 2019/20 |
| EHF Cup            | 4x     | 1997/98, 2001/02, 2003/04, 2018/19 |
| IHF Super Globe    | 1x     | 2011 |
| Champions Trophy   | 1x     | 2007 |
| Nationaal          |        | |
| Landskampioenschap | 23x    | 1956/57, 1961/62, 1962/63, 1993/94, 1994/95, 1995/96, 1997/98, 1998/99, 1999/00, 2001/02, 2004/05, 2005/06, 2006/07, 2007/08, 2008/09, 2009/10, 2011/12, 2012/13, 2013/14, 2014/15, 2019/20, 2020/21, 2022/23 |
| Bekerwinnaar       | 13x    | 1997/98, 1998/99, 1999/00, 2006/07, 2007/08, 2008/09, 2010/11, 2011/12, 2012/13, 2016/17, 2018/19, 2021/22, 2024/25                                                                                           |
| DHB Supercup       | 13x    | 1995, 1998, 2005, 2007, 2008, 2011, 2012, 2014, 2015, 2020, 2021, 2022, 2023 |

## Bekende (oud-)spelers
- Nikola Karabatić
- Bruno Martini
- Jérôme Fernandez
- Thierry Omeyer
- Joan Cañellas